# Mystacopsyche
Mystacopsyche är ett släkte av nattsländor. Mystacopsyche ingår i familjen Philorheithridae.
Kladogram enligt Catalogue of Life:
| Mystacopsyche | \| \| Mystacopsyche longipilosa \| \| \| \| \| \| Mystacopsyche ochracea \| \| \| \| |
|               | \| \| Mystacopsyche longipilosa \| \| \| \| \| \| Mystacopsyche ochracea \| \| \| \| |
|               | Aphilorheithrus                                                                      |
|               |                                                                                      |
|               | Austrheithrus                                                                        |
|               |                                                                                      |
|               | Kosrheithrus                                                                         |
|               |                                                                                      |
|               | Philorheithrus                                                                       |
|               |                                                                                      |
|               | Psilopsyche                                                                          |
|               |                                                                                      |
|               | Ramiheithrus                                                                         |
|               |                                                                                      |
|               | Tasmanthrus                                                                          |
|               |                                                                                      |
|               | Mystacopsyche longipilosa                                                            |
|               |                                                                                      |
|               | Mystacopsyche ochracea                                                               |
|               |                                                                                      |

|  | Mystacopsyche longipilosa |
|  |                           |
|  | Mystacopsyche ochracea    |
|  |                           |